# They Are All in Love
Pistes de The Who by Numbers
Success Story Blue, Red and Grey
They Are All in Love est une chanson du groupe britannique The Who, parue en 1975 à la septième piste de l'album The Who By Numbers. 

## Caractéristiques
Cette chanson est une ballade, dominée par un piano très mélodique joué par Nicky Hopkins et par les guitares acoustiques. Le titre est dénué d'agressivité. Le solo du pont instrumental est assuré par le piano. On retrouve des harmonies vocales sur le refrain.

Les paroles peuvent sembler paradoxales, étant à la fois sereines et contemplatives dans la première partie; et extrêmement pessimistes à la fin de la chanson. Un vers est assez éloquent: And I'll crawl out to die (« et je ramperai pour mourir »). Ce morceau se place donc dans le canevas assez dépressif de The Who by Numbers. On y trouve également le mot punk, quelques mois avant la naissance de ce mouvement. Roger Daltrey a dit qu'il avait refusé de chanter cette chanson jusqu'à ce que l'auteur, Pete Townshend éclaircisse le sens du texte. Townshend explique ainsi le thème de cette chanson: 
« Le mot punk ne signifiait pas la même chose qu'aujourd'hui. Punk était le nom que je donnais aux fans de New York qui essayaient de vous attraper par les oreilles et de vous ramener à la maison dans une boîte en carton. La chanson parlait de ce que le groupe était devenu. Ça parlait d'argent, de tribunaux, d'avocats et de comptables. Ces choses n'ont jamais été importantes et le groupe avait une accumulation de problèmes d'impôts et de royalties impayées. Nous devions nous en occuper. J'avais vraiment l'impression d'être en train de ramper et mourir. »
Ce titre s'appelait auparavant She Loves Everyone. Il a été enregistré le 30 avril 1975.